# Liebre de Marzo
La Liebre de Marzo, llamada también Maria en A través del espejo, es un personaje que aparece en la escena de la merienda de la obra Alicia en el país de las maravillas de Lewis Carroll.
El personaje de Alicia comenta: «La Liebre de Marzo será mucho más interesante y, tal vez, como nos encontramos en mayo no estará loca de atar…, por lo menos como estaba en marzo»
La frase loco como una liebre en marzo es una expresión común del inglés británico que ya aparece en la compilación de proverbios de John Heywood publicada en 1546. Martin Gardner, en su obra Alicia anotada, afirma que esta expresión se basa en una creencia popular sobre el comportamiento de las liebres en la época de apareamiento, que en el Reino Unido dura de febrero a septiembre. A principio de la temporada, las hembras no receptivas usan su patas delanteras para repeler a los machos, y se creía erróneamente que estas peleas se producían entre machos para disputarse la supremacía.
Al igual que su amigo el Sombrerero, la Liebre se siente obligada a participar continuamente en una merienda o té, desde que la Reina de Corazones acusara a dicho Sombrerero de «matar el tiempo» mientras cantaba en un concierto. La ilustración de John Tenniel también la muestra con paja en la cabeza, una forma común de representar la locura en la época victoriana. La Liebre de Marzo aparece más tarde en el juicio de la Jota de Corazones, y una vez más, con el nombre de "Haigha", es el mensajero personal del  Rey Blanco en A través del espejo.

## Interpretaciones

### Alicia en verso
La diferencia principal con la obra original de Carroll es que en lugar de encarnar a un nervioso testigo, la Liebre de Marzo aparece como fiscal. Tras leerse los cargos, la Liebre profiere ante el tribunal una declaración que hasta cierto punto defiende al acusado, antes de dirigir su acusación hacia el propio tribunal por no servir té con las pruebas (los pasteles).

### Alicia en el País de los Corazones
En este manga japonés, la Liebre de Marzo es Elliot March, la mano derecha de Blood Dupre (el Sombrerero). Es prácticamente humano a excepción de dos orejas de conejo. Cuando lo llaman conejo se siente insultado y rezonga que sus orejas son «simplemente un poco más grandes de lo normal». No está específicamente loco, pero al principio es algo violento: está a punto de matar a Alicia cuando Blood lo impide. Pero según progresa la historia, se hace patente que Elliot es un personaje divertido, amable y de buen corazón.

### Pandora Hearts
En este manga japonés, la Liebre de Mayo es una «cadena» cuyo «contratista» es Reim Lunettes. Tiene la capacidad de simular su muerte, lo que ayuda a Reim a escapar de sus atacantes, y lo hace con tal realismo que incluso sus camaradas lo creen muerto. Se dice que la Liebre de Marzo es una «cadena amable» poco dotada para la guerra, pero muy útil en otros casos. El personaje de Reim tiene analogías con la Liebre de Marzo, y la pareja que forma con su amigo Break ─que tiene como cadena al Sombrerero Loco─ es un remedo de la amistad entre el Sombrerero y la Liebre.

### Versión de Disney

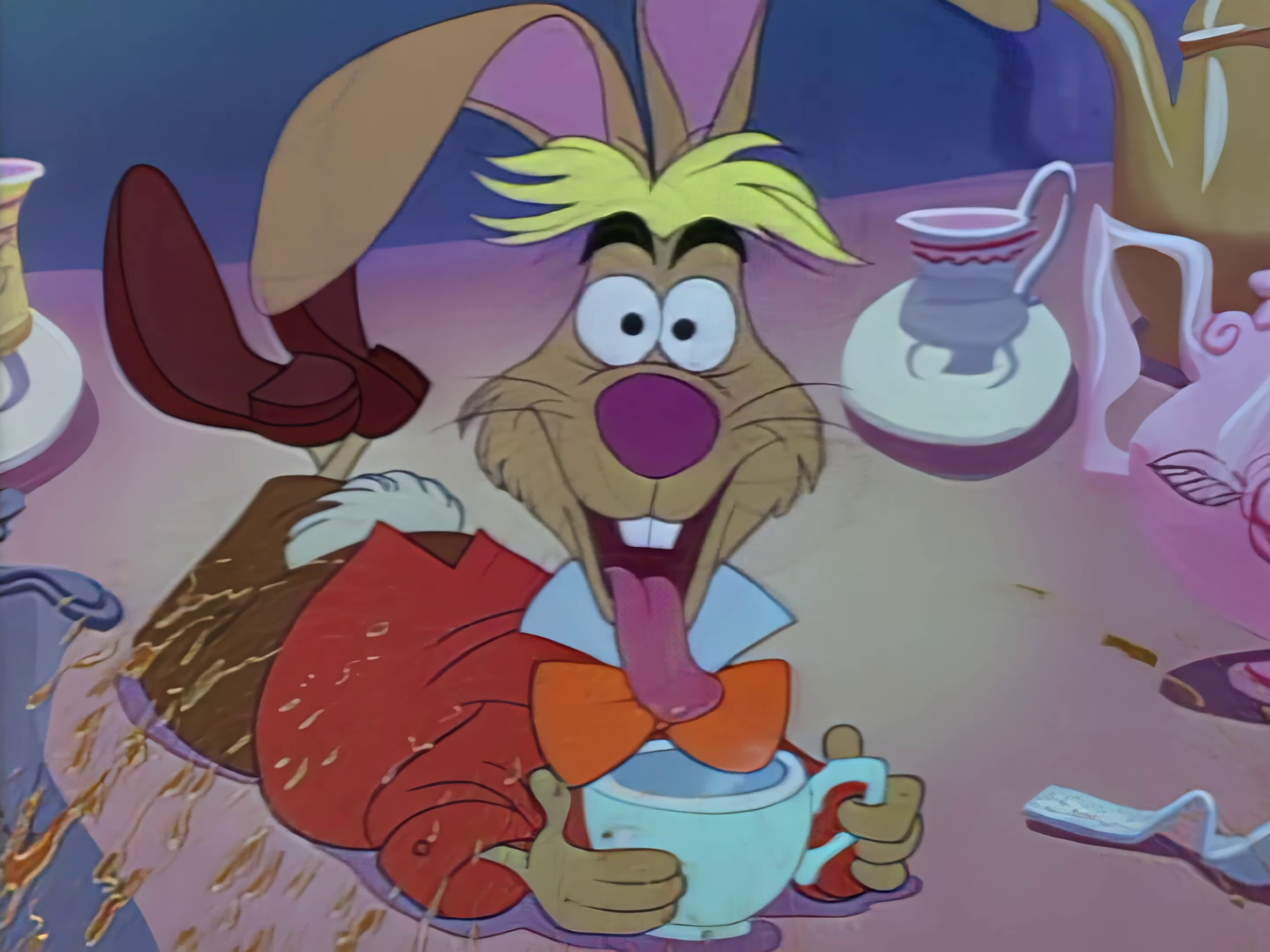
La Liebre en la película animada de 1951.

La película de animación Alicia en el país de las maravillas, estrenada en 1951, describe a la Liebre de Marzo como un personaje delirante durante la merienda. Ofrece una y otra vez a Alicia una taza de té, retirándola con aire distraído cuando la niña está a punto de beber. La animación de este personaje fue obra de Ward Kimball.
Esta versión del personaje fue también un habitual de la serie Bonkers y uno de los invitados en House of Mouse, donde solía sentarse con el Sombrerero Loco.

### Alicia en el país de las maravillasde Tim Burton
La Liebre de Marzo aparece en la película de 2010 de Disney Alicia en el país de las maravillas. Su nombre completo es Thackery Earwicket, aunque este nombre no se menciona en el film. El personaje se comporta como si estuviera permanentemente histérico y delirante. Cuando sus emociones se tensan, muestra un fuerte acento escocés. Aparece por primera vez en la escena del té, que tiene lugar en su  molino, la casa de la Liebre. Thackery organiza una merienda a la que asisten Tarrant Hightopp, el Sombrerero Loco, Mallymkun el lirón y Chess, el Gato de Cheshire. Vuelve a aparecer en la cocina de la Reina Blanca, guisando y arrojando platos frenéticamente. Su tercera aparición se produce en la batalla del «frabulloso» día, en la que se le ve junto a otros personajes, enarbolando un cazo a modo de arma, nervioso ante su inminente participación en la contienda. Burton declaró que, como Whitehouse es un gran actor de comedia, buena parte de sus diálogos eran pura improvisación.

### Juegos
- En American McGee's Alice, la Liebre de Marzo es una víctima de la disparatada experimentación del Sombrerero Loco. La Liebre y el lirón se han convertido en cíborgs.
- La Liebre aparece también en Alice: Madness Returns, secuela de American McGee's Alice.
- En el videojuego basado en la película de Tim Burton, Thackery Earwicket tiene como habilidad especial la telequinesis, y su principal forma de ataque consiste en lanzar platos. También utiliza sus grandes orejas y patas como armas.